# Rudolfův kámen
Der Rudolfův kámen (deutsch Rudolfstein), bei Jetřichovice (Dittersbach) in der Böhmischen Schweiz ist ein 484 m ü. HN hoher Berg. Der ganze Berg wird Ostroh genannt. Der Berg besteht aus den Felsen: Kámen mudcrů (deutsch: Stein der Weisen), Rudolfova skříň, Rudolfův kámen und Rudolf.
Er wurde 1824 nach Rudolf Fürst Kinsky benannt. Vorher hieß er „Ostroh“ oder „Hoher Stein“. Auf ihm wurde eine Hütte errichtet. Bei schönem Wetter hat man von hier eine weitreichende Aussicht. Auf 170 hölzernen beziehungsweise steinernen Treppenstufen und Leitern gelangt man auf sein Plateau. Der Rudolfstein wurde erstmals 1824 erklommen.